# Miletus biggsii
Miletus biggsii là một loài bướm ngày được tìm thấy ở Ấn Độ và Myanmar, thuộc họ Bướm xanh.
Nó được tìm thấy ở huyện Kodagu (Coorg) tại Ấn Độ, Myanmar, Thái Lan, Langkawi, bán đảo Mã Lai, đảo Tioman, Singapore, Borneo, Sumatra, Belitung và Weh.

## Hình ảnh

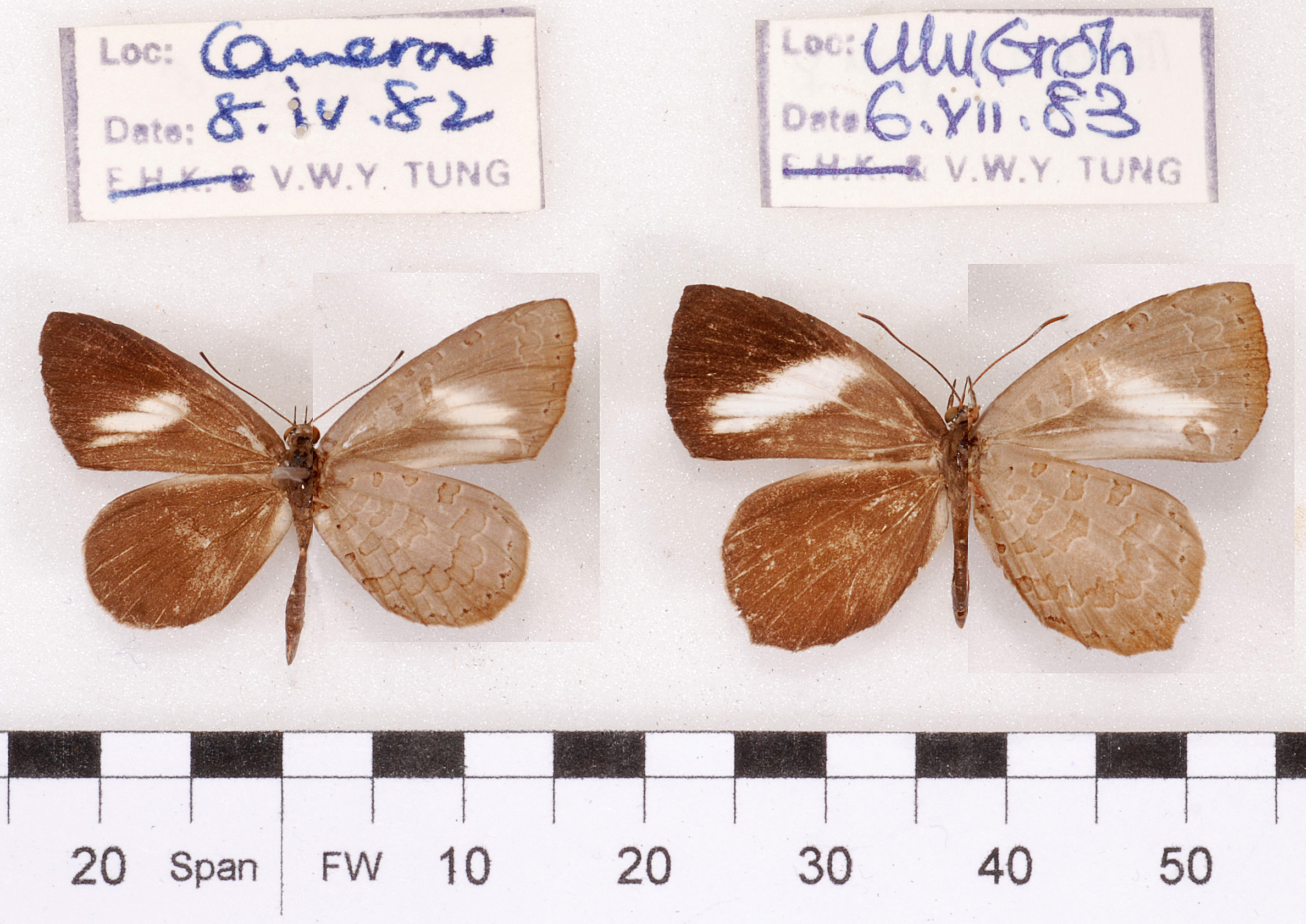